# Amantes Amentes
Amantes Amentes – czwarty album studyjny zespołu Hurrockaine, wydany 11 grudnia 2020.

## Lista utworów
Opracowano na podstawie materiału źródłowego:
1. „Amantes Amentes” – 3:42
2. „Loteria” – 3:23
3. „Pryzmat” – 2:34
4. „Supernova” – 3:37
5. „Z Kim Pożegnasz Się?” – 4:09
6. „Kalumet” – 2:55
7. „Kawa na Ławę” – 2:56
8. „Ręce” – 3:01
9. „Narkotyp” – 4:00
10. „Kamuflaże” – 3:53

## Twórcy
- Paulina Magdalena Mazur – wokal prowadzący
- Christian Książek – gitara basowa, chórki
- Marcin Skipiała – gitara, chórki
- Patryk Piszczek – perkusja
- Tomasz Zalewski – miksowanie